# ボックス (ウィルトシャー)
ボックス（英語:Box）は、イギリスの南西部の地域ウィルトシャー （Wiltshire）にある村で、バース市からおよそ8キロ東にある。ボックスという行政教区は比較的大きく、境界内にはボックス以外にいくつかの集落がある。2003年の人口調査による人口は3,439人。ボックスはArea of Outstanding Natural Beauty (特別自然美観地域)に位置している。
ボックスの周辺は上質な石がある事から、採石場は何世紀にもわたって有名であった。現在あるボックスの歴史的建造物はイザムバード・キングダム・ブルネルによって設計され、1836年から1841年の間に建てられたのがボックストンネルである。勿論、これは近代史であり人々はローマ時代（若しくはそれより早い時期から）ボックスに住んでいたとされている。

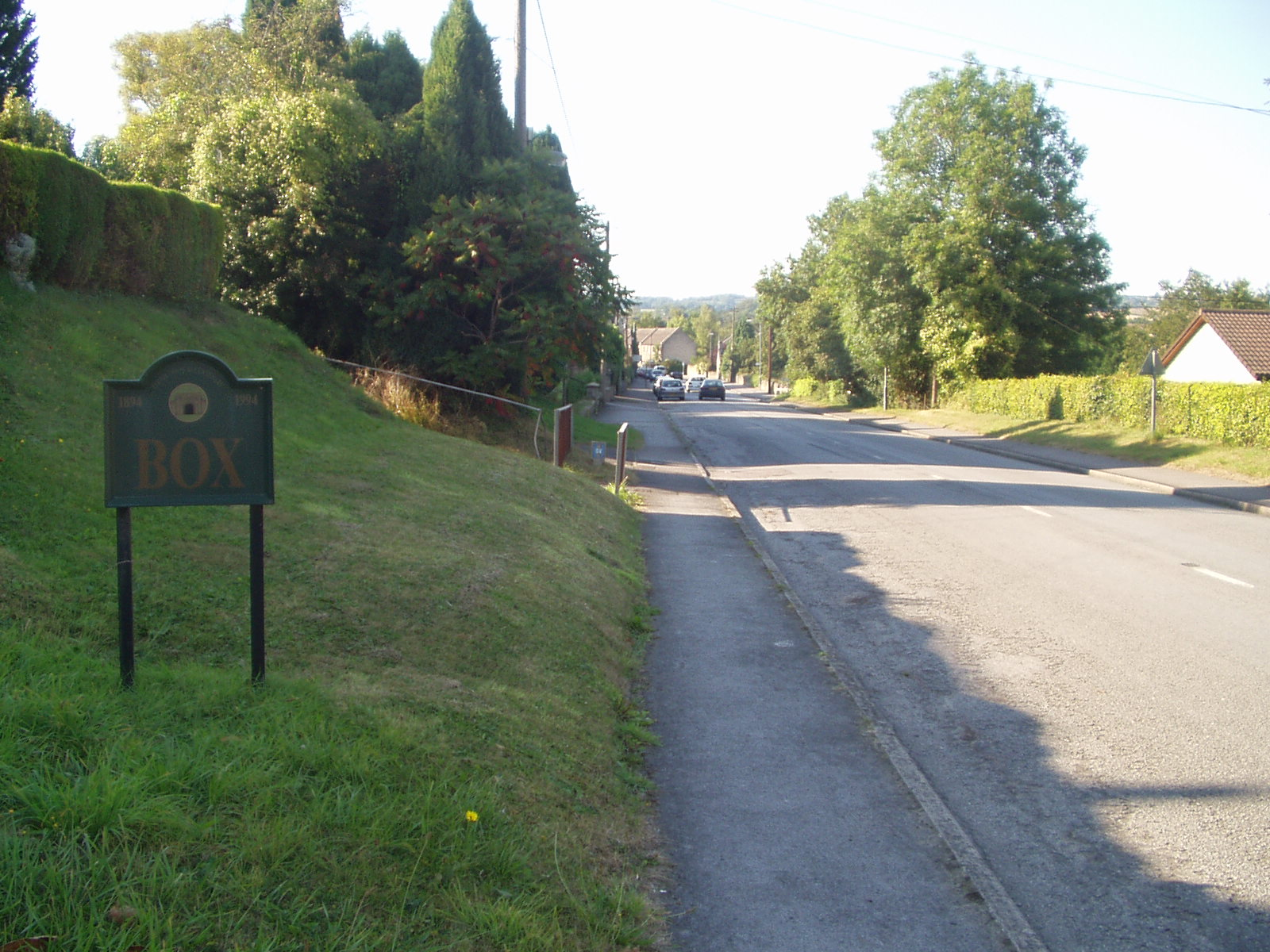
ボックス村の境界を示す標識

## 地理
ボックスという行政教区はバイブルックという急傾斜の谷によって対角線上に二等分されている。谷の両サイドの高地に集落がある。このバイブルックは1761年までは通信ルートとして使われていたが、その後1761年にはボックスまで通る主要道路がBricker’s Barn Roads Trustという団体により建設された。（現在のw:en:A4 road (England)。

## 有名な居住者
- ウィルバート・オードリー（Wilbert Vere Awdry、1911年6月15日 - 1997年3月21日、きかんしゃトーマスの作者） - かつてこの地に居住していた。その建物は現在はベッド・アンド・ブレックファストとなっている。
- ピーター・ガブリエル（Peter Brian Gabriel、1950年2月13日 - ）